# Tamale Airport
Tamale Airport är en flygplats i Ghana. Den ligger i den norra delen av landet, 500 km norr om huvudstaden Accra. Tamale Airport ligger 168 meter över havet.
Terrängen runt Tamale Airport är platt. Runt Tamale Airport är det ganska tätbefolkat, med 52 invånare per kvadratkilometer. Närmaste större samhälle är Tamale, 17,6 km söder om Tamale Airport. Omgivningarna runt Tamale Airport är en mosaik av jordbruksmark och naturlig växtlighet.